# Gymnostoma
Gymnostoma é um género botânico pertencente à família Casuarinaceae.
1. ↑  «Gymnostoma — World Flora Online». www.worldfloraonline.org. Consultado em 19 de agosto de 2020